# Droga wojewódzka nr 626
Droga wojewódzka nr 626 (DW626) – droga wojewódzka łącząca Nową Wieś z Makowem Mazowieckim o długości 34 km.